# BR Heimat
BR Heimat ist ein Hörfunksender des Bayerischen Rundfunks. Er startete am 2. Februar 2015 auf allen digitalen Verbreitungswegen und soll den Hörern einen starken Bezug zu Bayern vermitteln. Ab dem 30. Januar 2015 wurde bereits eine Teststrecke ohne Moderation ausgestrahlt. Musikalisch liegt der Schwerpunkt auf alpenländischer Volksmusik.

## Programm
Der Sender übernahm alle Volks-, Blas- und Laienmusiksendungen vom Digitalradiosender Bayern plus, der sich nunmehr als reines Schlagerprogramm versteht. Ebenso wurden 2016 auf Bayern 1 alle Volks- und Blasmusiksendungen eingestellt und auf BR Heimat verschoben. Einige Sendungen werden teils als Wiederholung oder parallel mit Bayern 2 ausgestrahlt. Darüber hinaus werden täglich Tagesbegleitmagazine mit Beiträgen über die bayerische Volkskultur ausgestrahlt.
BR Heimat sendet Nachrichten, Wetter und Verkehrsmeldungen jeweils zur vollen Stunde.
Zum Ende des Tagesprogrammes wird nach den Nachrichten um 0 Uhr die dreistrophige Bayernhymne (vor der Deutschen Nationalhymne und der Europahymne) gespielt.

### Senderlogos

Logo seit Sendestart im Februar 2015
Logo 2024 (in Umstellung*)

* Seit Anfang 2024 nimmt der BR ein Logo-Update vor, welches schrittweise umgesetzt wird. Während der Umstellung sind sowohl das Neue, als auch das bisherige Logo zu finden.

## Moderatoren
Aus dem Hauptsendestudio: Bettina Ahne, Stephan Ametsbichler, Werner Bader, Tobias Boeck, Arthur Dittlmann, Andreas Estner, Regina Fanderl, Redaktionsleiter Stefan Frühbeis, Conny Glogger, Michael Hafner, Beate Himmelstoß, Johannes Hitzelberger, Hermine Kaiser, Georg Ried, Angelika Schneiderat, Stefan Semoff, Evi Strehl, Markus Tremmel, Regina Wallner, Simone Wichert, Martin Wieland, Margarita Wolf, Ulrike Zöller.
Aus dem Studio Franken: Werner Aumüller, Maria Bauer, Heidi Christ, Nora Kaltenbeck, David Saam, Miriam Scholz, Simone Schülein, Andi Ebert, Heiner Gremer, Eberhard Schellenberger, Wolfgang Siebenbürger, Thomas Viewegh, Steffi Zachmeier.

## Empfangswege
- über DAB+ bayernweit im Kanal 11D, in Berlin und Teilen Brandenburgs im Kanal 7D sowie in Südtirol von der Rundfunk-Anstalt Südtirol
- Europaweit mittels DVB-S via Astra 19,2° Ost
- In einigen deutschen Kabelnetzen mittels DVB-C
- Weltweit über das Internet

### Verbreitung über Internet und Smartphone-Apps
BR Heimat wird über das Internet im MP3-Format mit der Datenrate 128 kbit/s ausgestrahlt.
Über die BR-Radio-App kann der Livestream über die HLS-Technologie gehört werden und mit Titel-, Programm- und Moderatoreninfos interagiert werden. Zudem kann man über die App auch im Radioprogramm entlang einer Zeitleiste zurückspulen und Sendungen nachhören. Die BR-Heimat-Podcasts stehen in der ARD Audiothek zur Verfügung. Die Apps gibt es für die Betriebssysteme Android und iOS.